# Shawn Pyfrom
Shawn Caminiti Pyfrom (Tampa, Florida, 1986. augusztus 16. –) amerikai színész.

## Élete és pályafutása
Hétéves volt, amikor két testvérével – Christopherrel és Amberrel – Floridából Los Angelesbe költöztek.
A 2004-ben debütáló Született feleségek című amerikai tévéfilmsorozatban a meleg Andrew Van de Kampot, az egyik főszereplő, Bree Van de Kamp zűrös fiát alakította. A sorozatban 2011-ig összesen 112 epizódban szerepelt. Ezen kívül több sikersorozatban is vállalt egy-két epizódszerepet. Filmjei közé tartozik A jövő kezdete és az Összekutyulva.

## Filmográfia

### Filmek
| Magyar cím          | Eredeti cím                                    | Műfaj     | Év   | Karakter                         |
| ------------------- | ---------------------------------------------- | --------- | ---- | -------------------------------- |
|                     | Pumpkin Man                                    | rövidfilm | 1998 | Austin                           |
|                     | A Wing and a Prayer                            | tévéfilm  | 1998 | Justin                           |
|                     | Michael Landon, the FatherI Knew               | dráma     | 1999 | a tízéves Michael Landon         |
|                     | H-E Double Hockey Sticks                       | vígjáték  | 1999 | Lewis                            |
|                     | Come On, Get Happy: The Partridge Family Story | vígjáték  | 1999 | Danny Bonaduce / Danny Partridge |
|                     | A Day in a Life                                | dráma     | 2000 | Jeremy                           |
| A jövő kezdete      | Pay It Forward                                 | dráma     | 2000 | Shawn                            |
|                     | What's Up, Peter Fuddy?                        | vígjáték  | 2001 |                                  |
| Kiskrapek visszavág | Max Keeble’s Big Move                          | vígjáték  | 2001 | Bus Prankster                    |
|                     | My Life with Men                               | vígjáték  | 2003 | Sam                              |
|                     | The Darkroom                                   | thriller  | 2006 | Stanley                          |
| Összekutyulva       | The Shaggy Dog                                 | vígjáték  | 2006 | Trey                             |
|                     | The Juggler                                    | rövidfilm | 2009 | a készpénzgyűjtő                 |
|                     | The Alyson Stoner Project                      | zenésfilm | 2009 | Tagger                           |
|                     | Tanner Hall                                    | dráma     | 2009 | Hank                             |
|                     | The Sexy Dark Ages                             | rövidfilm | 2011 |                                  |

### Sorozatok
| Magyar cím : alcím                         | Eredeti cím : alcím                                                          | Műfaj             | Év         | Karakter                        |
| ------------------------------------------ | ---------------------------------------------------------------------------- | ----------------- | ---------- | ------------------------------- |
| A végtelen szerelmesei – Az Apolló-program | That’s All There Is : From the Earth to the Moon                             | akció- sorozat    | 1998       | tízéves fiú                     |
| Chicago Hope kórház                        | Chicago Hope : Risky Business                                                | sorozat           | 1998       | Jonah ’Jessica’ Boyd            |
|                                            | Ellen : When Ellen Talks, People Listen                                      | sorozat           | 1998       | cserkészfiú                     |
| Doktorok                                   | L.A. Doctors : What About Bob?                                               | sorozat           | 1998       | Kevin Claybourne                |
|                                            | The Drew Carey Show : Kate’s Family                                          | sorozat           | 1998       | Mark Foster                     |
| Buffy, a vámpírok réme : Mézeskalács       | Buffy the Vampire Slayer : Gingerbread                                       | sorozat           | 1999       | kisfiú                          |
| Kölykök a 402-es tanteremből               | The Kids from Room 402 : Schnitzy R.I.P.                                     | vígjáték- sorozat | 2000       | Jesse                           |
| Angyali érintés                            | Touched by an Angel : Bar Mitzvah                                            | sorozat           | 2000       | Aaron                           |
| Csak egy kis para                          | The Trouble with Normal : Mail Trouble                                       | vígjáték- sorozat | 2000       | Douglas                         |
|                                            | The Amanda Show : Mammal-O’s                                                 | vígjáték- sorozat | 2000       |                                 |
| Hetedik mennyország                        | 7th Heaven × Words × One Hundred                                             | sorozat           | 2000- 2001 | Bobby Carver                    |
|                                            | Family Guy × E. Peterbus Unum × Emission Impossible                          | sorozat           | 2000- 2001 | Oliver (csak hang)              |
|                                            | Reba : Don't Know Much About History                                         | sorozat           | 2001       | Bryan                           |
| Már megint Malcolm                         | Malcolm in the Middle : Cliques                                              | vígjáték- sorozat | 2002       | Eddie                           |
|                                            | State of Grace × The Expanding Universem × Where the Boys Are × Dating Games | sorozat           | 2001- 2002 | Logan                           |
|                                            | Stanley                                                                      | animáció          | 2001- 2002 | Lionel Griff (csak hang)        |
| Az ügyosztály                              | The Division × Faces in the Crowd × Wish You Were Here                       | sorozat           | 2001, 2003 | Cory Kenner, a 15 éves John Jr. |
|                                            | Oliver Beene : Divorce-o-Rama                                                | vígjáték- sorozat | 2003       | Bill                            |
|                                            | The Brothers Garcia : Two Left Feet                                          | vígjáték- sorozat | 2003       | Jake Brody                      |
| Drake és Josh                              | Drake & Josh : Pool Shark                                                    | vígjáték- sorozat | 2004       | Michael                         |
| Century City – A jövő fogságában           | Century City : Sweet Child of Mine                                           | sci-fi sorozat    | 2004       | Julian Hann                     |
| Kés/alatt                                  | Nip/Tuck : Oona Wentworth                                                    | sorozat           | 2004       | Trevor Hayes                    |
| Született feleségek                        | Desperate Housewives                                                         | sorozat           | 2004-      | Andrew Van De Kamp              |
| Pimaszok, avagy kamaszba nem üt a mennykő  | 8 Simple Rules... for Dating My Teenage Daughter : Out of the Box            | sorozat           | 2004       | Jake                            |
|                                            | Still Standing × Still Hangin’ Out × Still Drinking                          | sorozat           | 2004- 2005 | Matthew Halverson               |
|                                            | The Jake Effect : Parent Teacher Conference                                  | sorozat           | 2006       | Orson Carlyle                   |
| CSI – Miami helyszínelők : Szem előtt      | CSI: Miami : In Plane Sight                                                  | sorozat           | 2009       | Daniel Burgess                  |

## További információ
- Shawn Pyfrom a PORT.hu-n (magyarul)
- Shawn Pyfrom az Internetes Szinkronadatbázisban (magyarul)
- Shawn Pyfrom az Internet Movie Database-ben (angolul)
- Shawn Pyfrom a Rotten Tomatoeson (angolul)